# Andréi Serguéievich Semiónov
Andréi Serguéievich Semiónov (en ruso: Андре́й Серге́евич Семё́нов; pronunciación en ruso: [ɐnˈdrʲej sʲɪrˈgʲe(j)ɪvʲɪtɕ sʲɪˈmʲɵnəf]; Moscú, Unión Soviética, 24 de marzo de 1989) es un futbolista ruso. Juega como defensa y se encuentra sin equipo tras abandonar el Ajmat Grozni.

## Selección nacional
Ha sido internacional con la selección de fútbol de Rusia en 27 ocasiones.

### Participaciones en Copas del Mundo
| Mundial                        | Sede   | Resultado        | Partidos | Goles |
| ------------------------------ | ------ | ---------------- | -------- | ----- |
| Copa Mundial de Fútbol de 2014 | Brasil | Fase de grupos   | 0        | 0     |
| Copa Mundial de Fútbol de 2018 | Rusia  | Cuartos de final | 0        | 0     |

### Participaciones en Eurocopas
| Copa          | Sede   | Resultado      | Partidos | Goles |
| ------------- | ------ | -------------- | -------- | ----- |
| Eurocopa 2020 | Europa | Fase de grupos | 1        | 0     |

## Clubes
| Club                         | País  | Año       |
| ---------------------------- | ----- | --------- |
| F. C. Sokol Saratov          | Rusia | 2008      |
| F. C. Istra                  | Rusia | 2008      |
| F. C. Nosta Novotroitsk      | Rusia | 2009      |
| F. C. SKA-Energiya Jabarovsk | Rusia | 2009-2012 |
| F. C. Amkar Perm             | Rusia | 2012-2013 |
| Ajmat Grozni                 | Rusia | 2014-2024 |